# Valparaíso

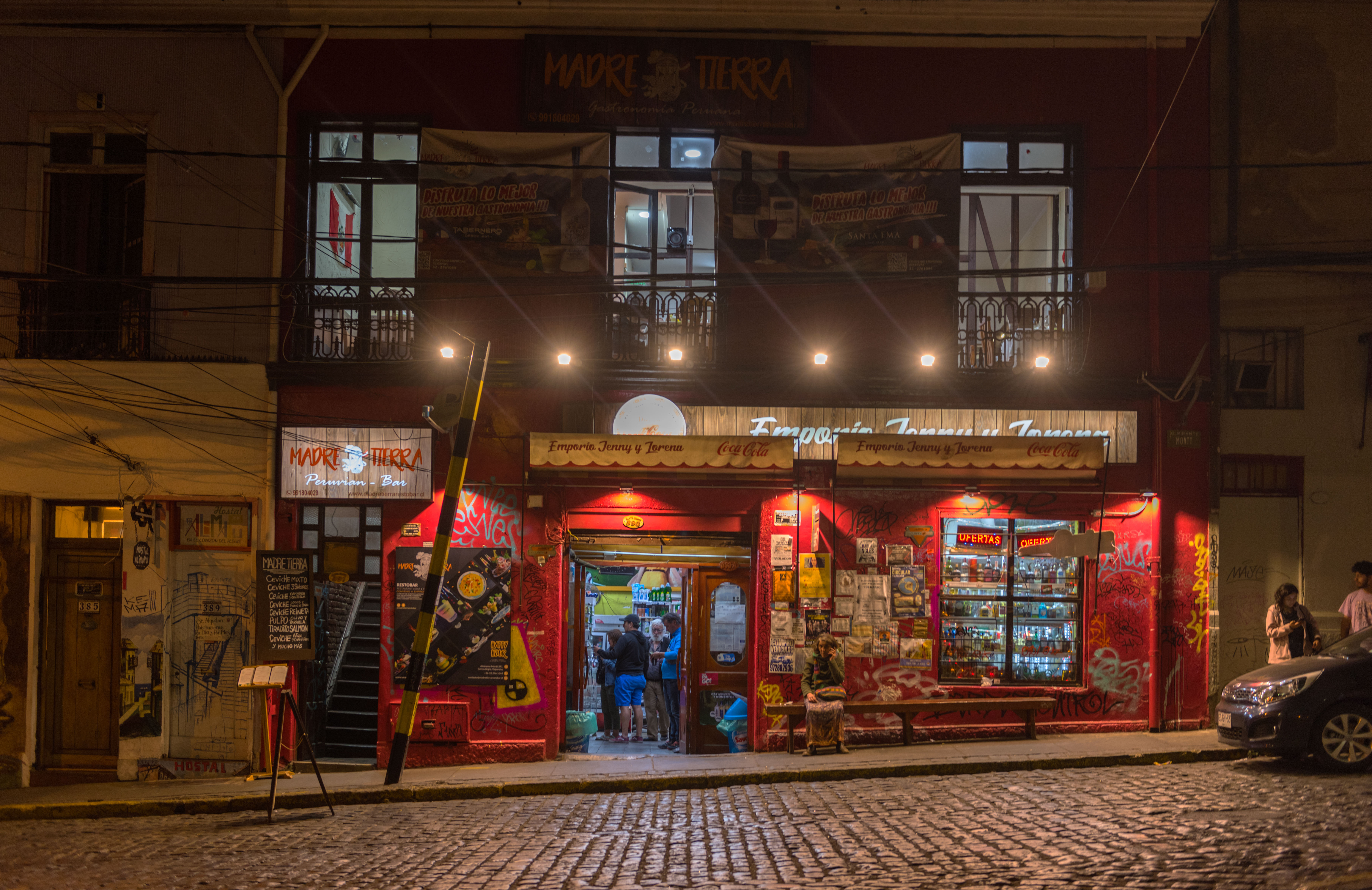
Lebensmittelgeschäft in der Altstadt von Valparaiso

Valparaíso [bɑlpɑɾɑˈiso] (deutsch Paradiestal) ist eine Hafenstadt in Chile mit 252.888 Einwohnern. Die Agglomeration Valparaísos umfasst 901.468 Einwohner (Stand: 2017). Die Stadt ist Sitz des chilenischen Kongresses. Teil des Stadtgebiets ist die über 1000 km vom Stadtkern entfernte Gruppe der Desventuradas-Inseln.
Valparaíso liegt an einer nach Norden offenen Bucht des Pazifischen Ozeans. Der Hafen ist einer der bedeutendsten des Landes. Die Stadt ist Inhalt zahlreicher literarischer, musikalischer und künstlerischer Interpretationen. Im Juli 2003 wurde der historische Stadtkern mit seiner Architektur aus dem 19. und 20. Jahrhundert von der UNESCO zum Weltkulturerbe erklärt.

## Geographie

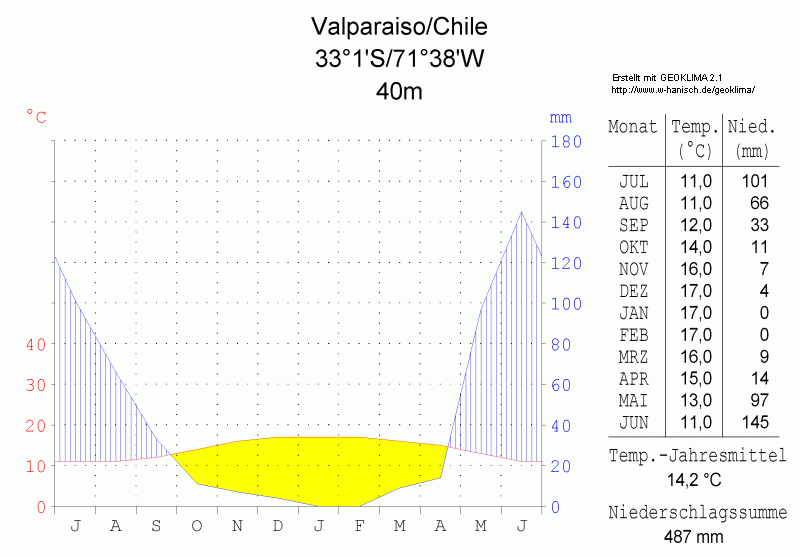
Klimadiagramm von Valparaíso

Die Stadt liegt auf 33,05° südlicher Breite an der Pazifikküste, im südlichen Teil einer Bucht (Bahía de Valparaíso), über 120 Kilometer westlich der Hauptstadt Santiago de Chile. Die Einwohner der Stadt werden im Spanischen Porteños genannt (von span. puerto, Hafen). Auf der Nordseite der Bucht liegt die Stadt Viña del Mar, ein mondäner Urlaubsort mit vielen Hochhäusern und einem Kasino. Der Ballungsraum Valparaíso-Viña del Mar ist nach Santiago de Chile der zweitgrößte des Landes.

### Klima
Das Klima in Valparaíso ist mediterran und ähnelt sehr stark dem Klima von San Francisco. Auch im Sommer sorgt die Meereslage für Seewind und gemäßigte Temperaturen (selten über 30 °C). Die Nächte sind wegen des kalten Wassers des Humboldtstroms jedoch relativ kühl.

## Geschichte

### Vorkolonialzeit
Die Bucht um Valparaíso war von den Changos bevölkert, einer ethnischen Gruppe, die sich der Fischerei und Landwirtschaft widmete.

### Kolonialzeit
Die Bucht wurde von europäischer Seite zuerst 1536 von dem Spanier Juan de Saavedra erkundet. Sein Schiff wurde von Diego de Almagro ausgesandt. Die Gründung der Stadt erfolgte im Jahr 1544 durch Juan Bautista Pastene.
Während der Kolonialzeit entwickelte sich Valparaíso zunächst nur langsam und blieb über lange Zeit ein unbedeutendes Fischerdorf, was auch auf die zahlreichen Überfälle von Piraten und Freibeutern zurückzuführen ist. So überfiel Francis Drake auf seiner Weltumsegelung am 5. Dezember 1578 die Stadt, erbeutete ein Schiff und plünderte die Häuser.
Erst durch den Beschluss des chilenischen Kongresses vom 21. Februar 1811, den Hafen von Valparaíso „dem freien Handel mit den fremden Mächten, Freunden und Verbündeten Spaniens wie auch den neutralen Mächten“ zu öffnen, beschleunigte sich die wirtschaftliche Entwicklung der Stadt zunehmend.

### Chilenische Unabhängigkeit
Vor der Eröffnung des Panamakanals war Valparaíso der erste größere Hafen, den Schiffe nach der Umfahrung von Kap Hoorn erreichten. Deshalb war im 19. Jahrhundert der Hafen der Stadt der dominierende am südlichen Pazifik und neben San Francisco einer der beiden bedeutendsten Häfen an der Westküste Amerikas. Teile des Stadtzentrums entstanden durch Aufschüttungen im Meer.
Die Stadt wurde mehrfach, so auch 1822 und 1851, durch Erdbeben beschädigt. In der Zeit von 1850 bis 1860 wurden die Börse der Stadt, die erste private Bank Chiles sowie die Feuerwehr gegründet. In denselben Zeitraum fällt die Eröffnung der Eisenbahnverbindung in die Hauptstadt Santiago de Chile.

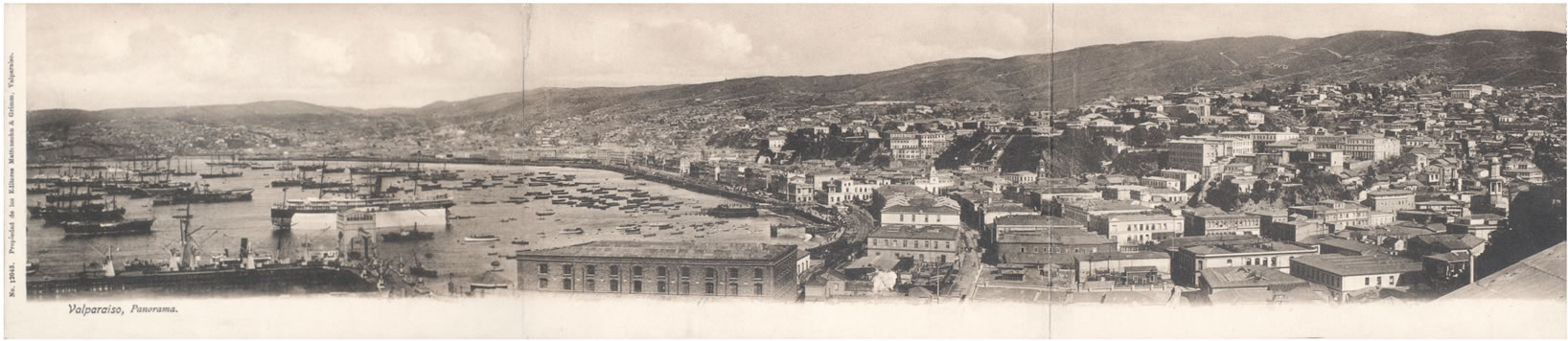
Valparaíso 1905 (vor Erdbeben und Tsunami)

Am 31. März 1866 wurde die Stadt im Spanisch-Südamerikanischen Krieg von einer spanischen Flotte bombardiert, die unter dem Kommando von Admiral Méndez Núñez stand. Die Fregatten Numanci, Blanca, Villa Madrid, Resolución und Vencedora beschossen die Stadt rund drei Stunden lang, wobei etwa 2600 Granaten verschossen wurden. Die Stadt wurde stark zerstört. Der Angriff auf das unbefestigte Valparaiso löste international heftige Proteste aus.
Bereits 1885 hatte Valparaíso 115.147 Einwohner, darunter rund 10.000 Ausländer. Am 11. August 1888 brach der Staudamm des Mena-Staus, durch die Flutwelle starben etwa 100 Einwohner. Am 1. Januar 1898 wurde die Evangelisch-Lutherische Kirche zum Heiligen Kreuz auf dem Hügel Concepción eingeweiht, die erste protestantische Kirche des Landes und ganz Südamerikas mit einem Glockenturm.
Am 16. August 1906 erschütterte erneut ein starkes Erdbeben mit anschließendem Tsunami die Stadt. Die Naturkatastrophe forderte mehr als 3000 Todesopfer und gehört zu den schlimmsten Erdbeben des 20. Jahrhunderts in Chile. Die heute nahe der Küstenlinie stehenden Gebäude stammen fast ausschließlich aus der Zeit nach diesem Beben.
Mit der Eröffnung des Panamakanals für den regelmäßigen Schiffsverkehr 1920 verlor der Hafen an Bedeutung. Im gleichen Jahr hatte Valparaíso 182.422 Einwohner.

### Militärputsch
Der Militärputsch in Chile von 1973 nahm seinen Anfang im Hafen Valparaíso, und der Leichnam Allendes wurde gleich nach seinem Tod, zuerst geheim, auf dem Friedhof des nahegelegenen Viña del Mar beerdigt.
Am Ende der Ära Pinochet wurde der chilenische Nationalkongress in die Stadt verlegt. Jedes Jahr am 21. Mai spricht der Präsident des Landes vor dem Kongress. Regelmäßig kommt es zu Straßenschlachten zwischen linksgerichteten Demonstranten und der Polizei.

### 21. Jahrhundert
Ende Februar 2010 traf die Stadt ein Erdbeben, das auch den Hafen, den Industriepark und bedeutende Glasfaser-Kommunikations-Verbindungen nach Chile beschädigte.
Am 12. April 2014 brach am Rand der Hafenstadt ein Großbrand aus. Das Feuer zerstörte rund 2900 Gebäude und eine Fläche von 965 ha; mindestens 15 Menschen kamen dabei ums Leben. Es brannte in zwölf Stadtteilen, viele Einwohner litten durch die Asche unter Atemproblemen. Über die Stadt wurde der Notstand ausgerufen, 12.500 Einwohner wurden evakuiert. Der Brand war erst nach mehr als einer Woche unter Kontrolle. Als Brandursache kommen laut Augenzeugen zwei Geier in Frage, die auf einer Hochspannungsleitung landeten und zusammen mit Wind das Zusammenschlagen von Leitungsdrähten bewirkten. Funken (glühendes Metall) hätten trockene Blätter auf einer 30 ha großen Mülldeponie an der Autobahn entzündet.
Infolge des schweren Erdbebens am 16. September 2015 um 19:54 Uhr Ortszeit vor Chile wurde der in Valparaíso sitzende Kongress evakuiert. Am 2. Januar 2017 zerstörte ein Feuer 222 Häuser im Hafenviertel.
Im Februar 2024 wurde Valparaíso erneut von Waldbränden heimgesucht, die Teile der Städte Viña del Mar und Quilpué in der Region Valparaíso des Landes erfassten. Die Brände begannen in den Hügeln südlich der Städte und breiteten sich schnell aufgrund extremer Wetterbedingungen, darunter eine Hitzewelle, Dürre und starke Winde, aus. Die Feuerwogen griffen auf Wohngebiete über und zerstörten mehr als 14.000 Gebäude. Bis zum 8. Februar 2024 zählten die Behörden 131 Todesopfer.

## Wirtschaft, Verkehr und Bildung
Valparaísos Hafen zählt zu den wichtigsten Häfen Südamerikas. Im 19. Jahrhundert war Valparaíso jahrzehntelang der größte Hafen des gesamten Pazifikraumes. Nach der Eröffnung des Panamakanals 1920 nahm seine Bedeutung allerdings rapide ab. Heute ist er nicht einmal mehr der größte Hafen Chiles. Im Nachbarort San Antonio wird heute mehr Tonnage umgeschlagen als in Valparaíso, vor allem Importwaren für Santiago. Die meisten Exporte dagegen erfolgen dezentral über eine Reihe von Häfen nahe der Kupferminen in der I. und II. Region. In der Stadt befand sich auch lange Zeit die Wertpapierbörse Bolsa de Corredores de Valparaíso, welche jedoch heutzutage nicht mehr aktiv ist.
In der Stadt befindet sich das Hauptquartier der Chilenischen Marine.
In der Stadt verkehrt seit 1952 der Oberleitungsbus Valparaíso, heute der einzige Obus-Betrieb des Landes. Auf der Eisenbahnstrecke nach Santiago de Chile besteht seit 1990 kein durchgehender Reiseverkehr mehr, sie wird jedoch seit 2005 bis Limache vom Tren Limache–Puerto, einem S-Bahn-ähnlichen, in dichtem Takt bedienten Vorortverkehr, befahren. Für diesen Betrieb wurde der Abschnitt Puerto–Limache wieder zweigleisig ausgebaut. Der Tren Limache–Puerto ist das erste Nahverkehrsangebot Chiles, das an Wochenenden und Feiertagen die Fahrradmitnahme ermöglicht.
In der Stadt gibt es mehrere Hochschulen, darunter die Technische Universität Universidad Técnica Federico Santa María, die katholische Hochschule Pontificia Universidad Católica de Valparaíso, die staatliche Universidad de Valparaíso und die Pädagogische Hochschule Universidad de Playa Ancha de Ciencias de la Educación. Valparaíso ist somit auch ein bedeutendes Bildungszentrum Chiles. 1949 wurde die Burschenschaft Ripuaria gegründet, eine Studentenverbindung deutscher Tradition.

## Sehenswürdigkeiten
In der Stadt, die sich über eine Vielzahl von Hügeln (Cerros) erstreckt, finden sich zahlreiche Gebäude in altem Stil. Das Altstadtviertel und die angrenzenden, pittoresken Hügel Cerro Alegre und Cerro Concepción sind ein beliebter Wohnort von Künstlern und Studenten. Hier liegen auch viele Cafés, Kneipen, Restaurants und Hotels sowie kleinere Boutiquen.
Bereits den chilenischen Nationaldichter Pablo Neruda, der in Valparaíso lebte und dessen letzte Wirkungsstätte heute das Neruda-Museum „La Sebastiana“ beherbergt, faszinierten die zahllosen Treppen der Stadt.
Die 16 noch erhaltenen Ascensores-Aufzüge bzw. Standseilbahnen führen auf die wichtigsten Hügel. Gebaut wurden etwa 30 Anlagen. Anfang 2017 waren neun in Betrieb, siehe Standseilbahnen und Aufzüge von Valparaíso.
Weitere Sehenswürdigkeiten sind der Palast Ross, die 1950 geweihte Kathedrale, das See- und Meeresmuseum, das Centro Cultural, das in einem ehemaligen Gefängnis beheimatet ist, und das Museo de Bellas Artes.

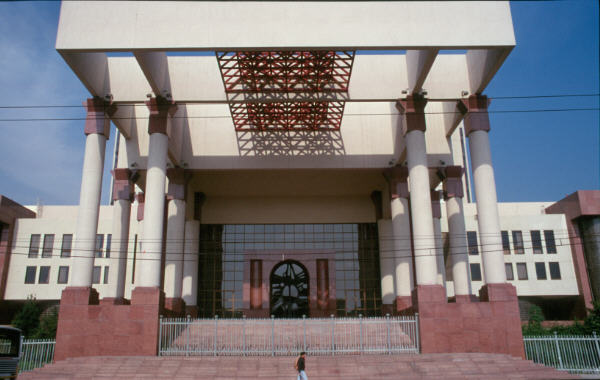
Kongress in Valparaíso
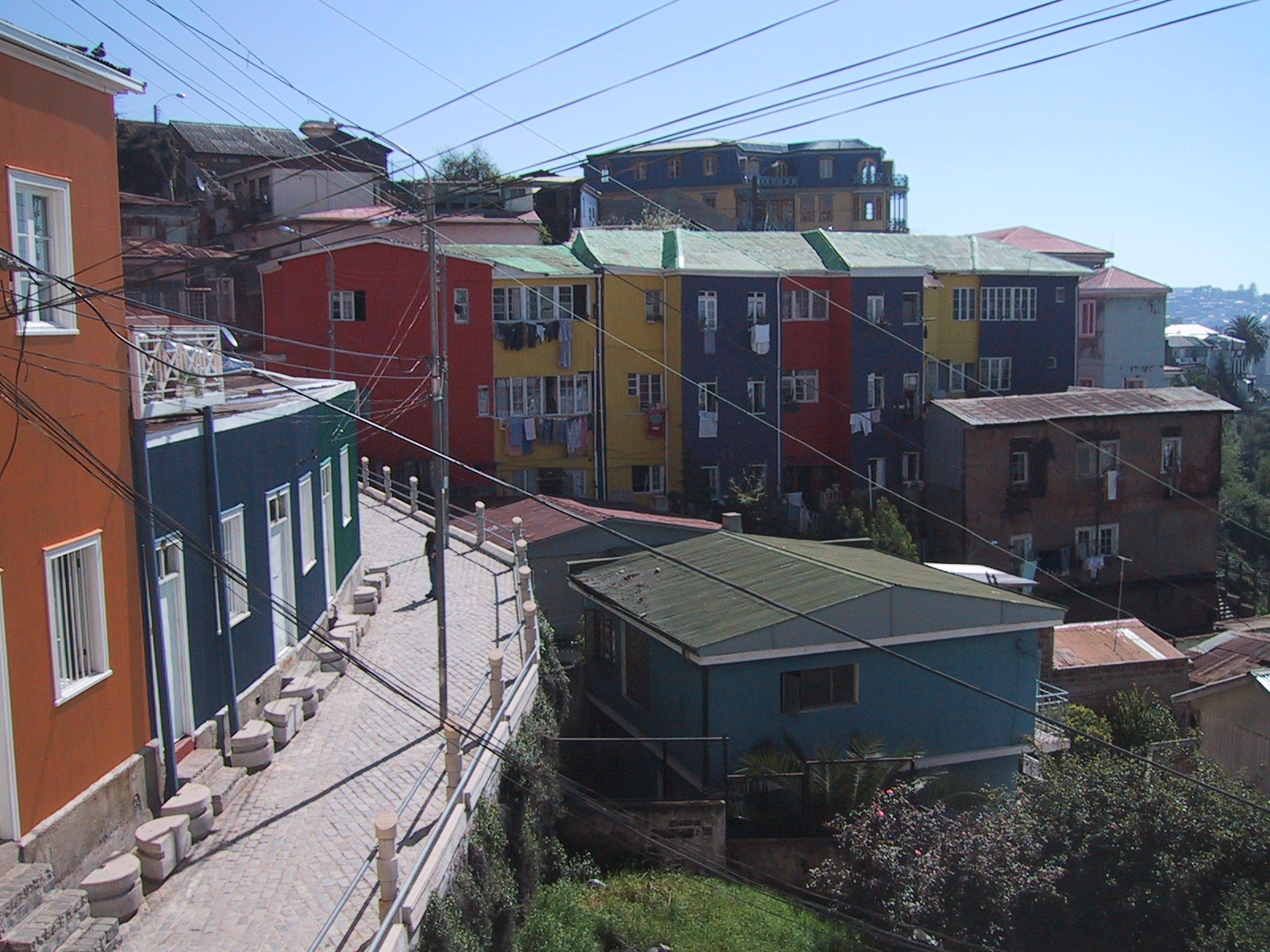
Auf dem Cerro Bellavista
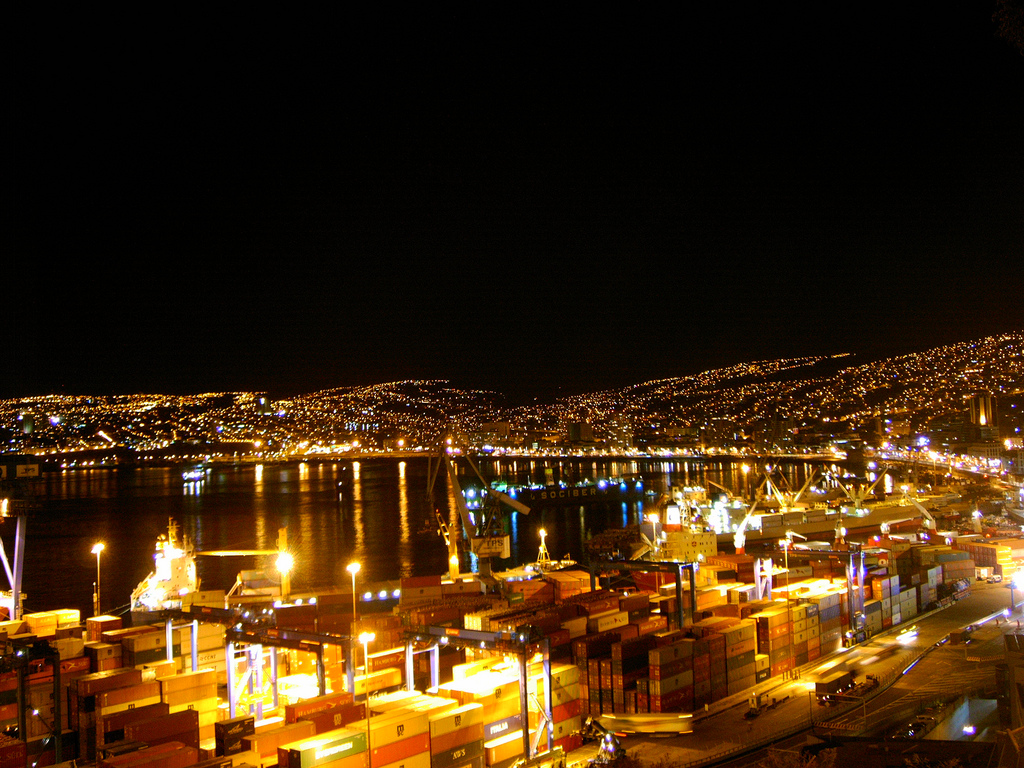
Valparaíso bei Nacht
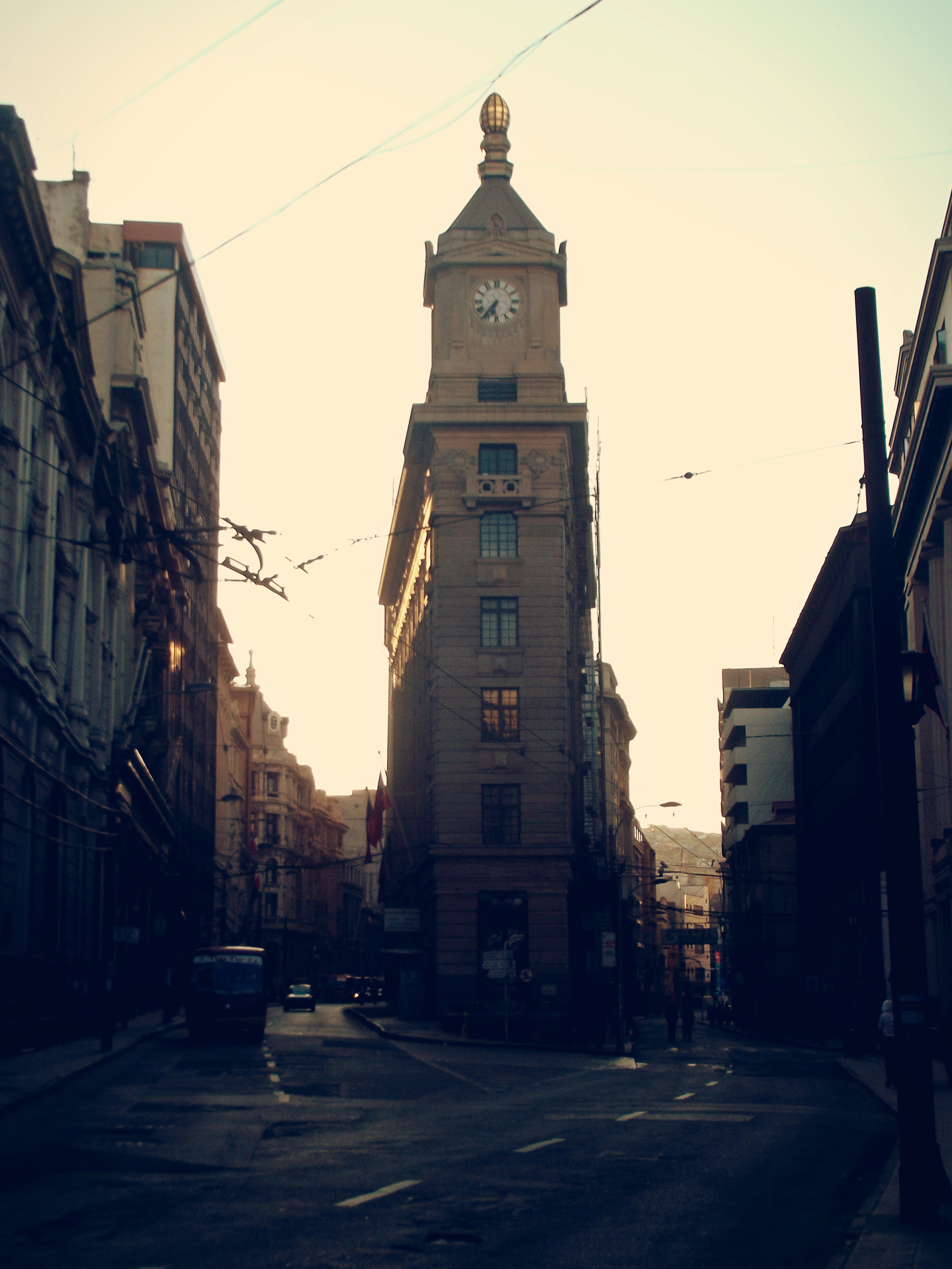
Reloj Turri
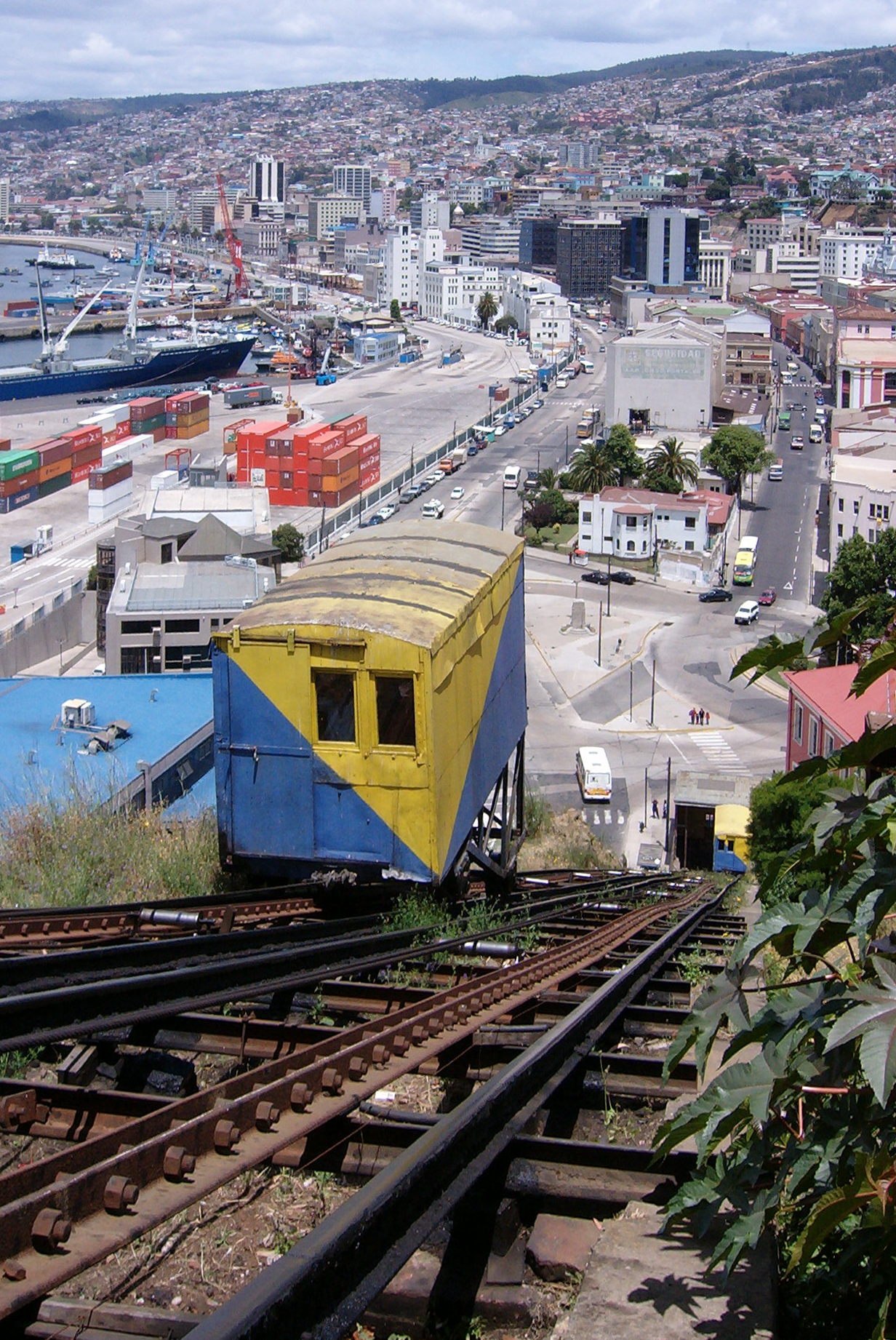
Ascensor Artillería, einer der berühmten Aufzüge
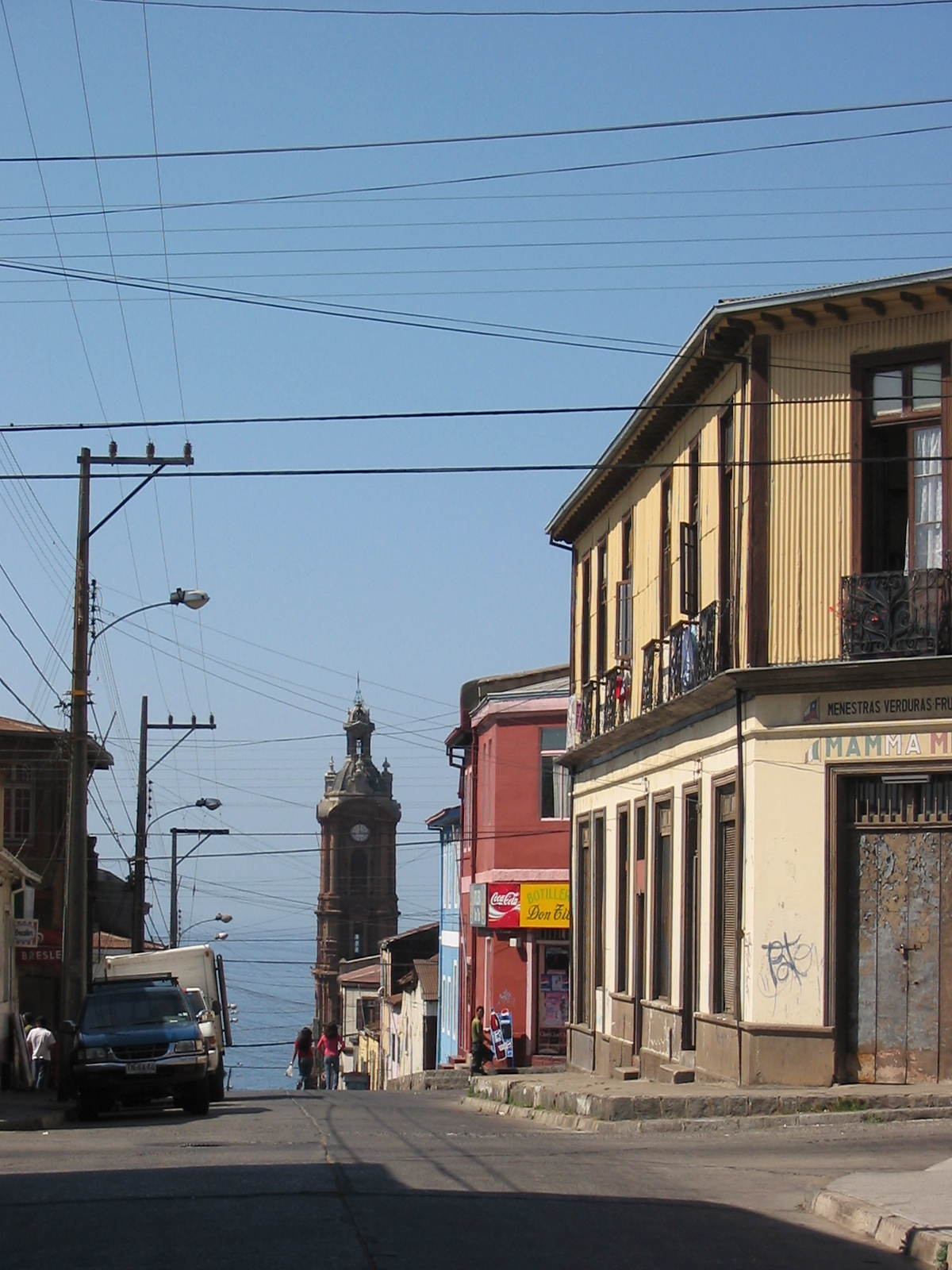
Auf dem Hügel Cerro Barón, Blick auf die Franziskuskirche
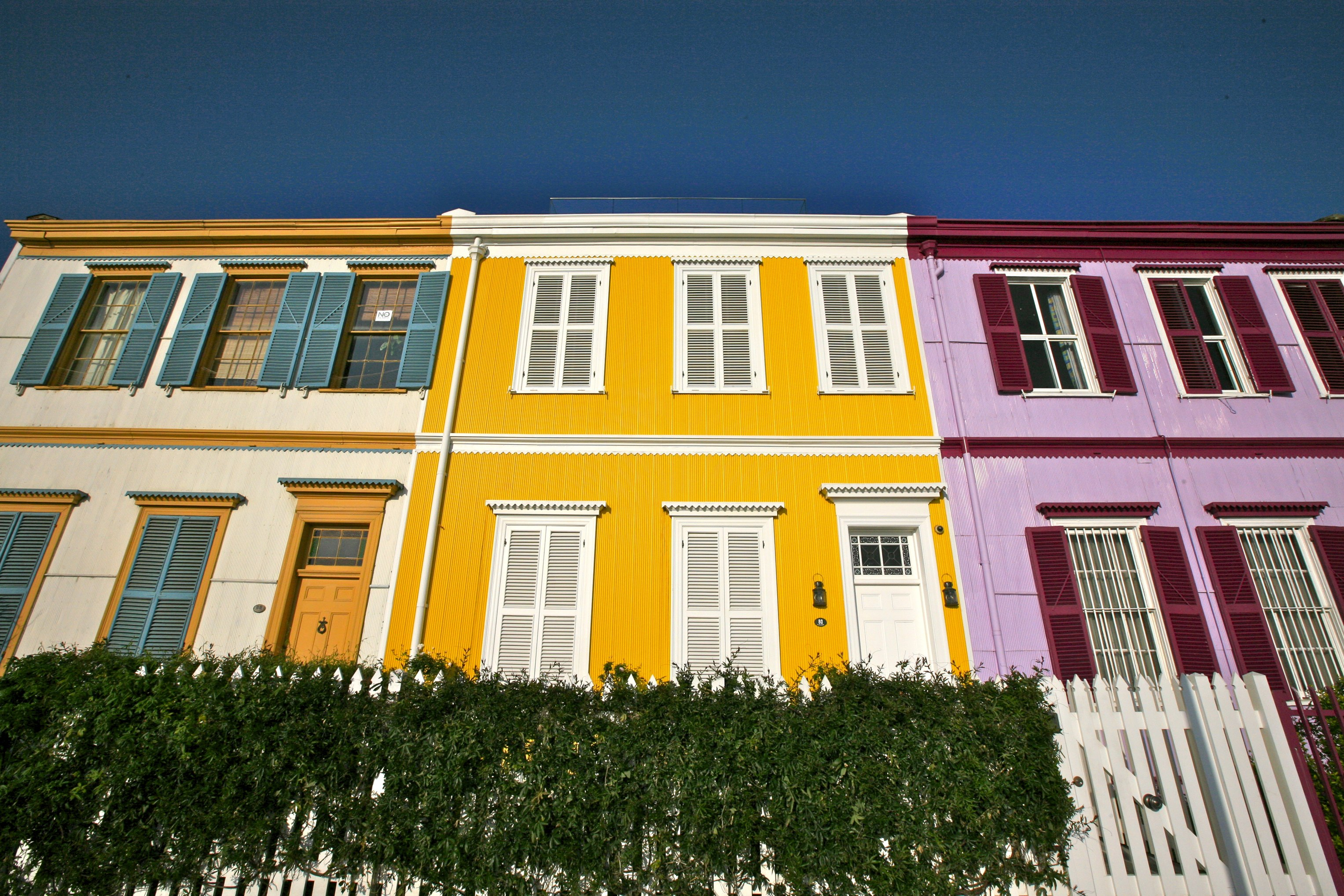
Eine für Valparaíso typische bunte Häuserzeile am Paseo Mirador Atkinson

## Städtepartnerschaften
Valparaíso unterhält Partnerschaften mit folgenden Städten:
- Rosario  Argentinien
- Shanghai  Volksrepublik China
- Malakka  Malaysia
- Noworossijsk  Russland
- Oviedo in Asturien  Spanien
- Busan  Südkorea, seit 1999
- Long Beach  Vereinigte Staaten

## Söhne und Töchter der Stadt

### 19. Jahrhundert
- Diego Dublé Almeida (1841–1922), General und Politiker
- Cosme San Martín (1849–1906), Maler
- Alberto Orrego Luco (1854–1931), Maler
- Ramón Subercaseaux Vicuña (1854–1937), Maler, Politiker und Diplomat
- Richard Anton Hallmann (1856–1918), deutscher Baubeamter
- Alfredo Valenzuela Puelma (1856–1909), Maler
- Arnold Diestel (1857–1924), Hamburger Senator und Bürgermeister von 1920 bis 1924
- Alfredo Helsby (1862–1933), Maler
- Friedrich Matthaei (1865–1930), Gynäkologe in Hamburg
- Aurélia de Sousa (1866–1922), portugiesische Malerin
- Chris Watson (1867–1941), australischer Labour-Politiker und der 3. Premierminister des Landes
- Luis Enrique Sepúlveda Cuadra (1873–1935), Blinden- und Taubstummenlehrer
- Julio Fossa Calderón (1874–1946), Maler
- Wilhelm Münnich (1876–1948), Arzt und Intendant der Provinz Valparaíso
- Arturo Acuña (1881–1945), Fußballspieler
- Pablo Woitas (1887–1966), Fußballspieler
- Rodolfo Hammersley (1889–unbekannt), Leichtathlet
- Norberto Guevara (1892–1969), Fußballspieler
- Camilo Mori (1896–1973), Maler
- Telésforo Báez (1897–1946), Fußballspieler
- Marta Vergara (1898–1995), Autorin, Journalistin und Frauenrechtlerin
- Antenor Amable (1900–1985), Fußballspieler

### 1901 bis 1920
- Juan Santiago Garrido (1902–1994), Komponist und Musikwissenschaftler
- Pablo Garrido (1905–1982), Komponist und Jazzmusiker
- Salvador Allende (1908–1973), Arzt und sozialistischer Politiker, von 1970 bis 1973 Präsident Chiles
- Conrado Welch (1908–1954), Fußballspieler
- Guillermo Báez (1909–unbekannt), Fußballspieler
- Jesús Chousal (1911–1994), Radrennfahrer
- Porfirio Díaz (1912–1993), Akkordeonist, Bandoneonist, Bandleader und Komponist
- Augusto Pinochet (1915–2006), General unter Allende; Putschist, Diktator von 1973 bis 1990
- Óscar Cristi (1916–1965), Springreiter
- Evelyn Ankers (1918–1985), britische Schauspielerin
- Ricardo Krebs (1918–2011), chilenischer Historiker deutscher Herkunft
- Eduardo Maturana (1920–2003), Komponist

### 1921 bis 1940
- Mario Ibáñez (1921–2004), Fußballspieler und Arzt
- Arturo Hammersley (1922–2014), Skirennläufer
- Jorge Vásquez (1922–2017), Fußballspieler
- Arno Görke (1923–1992), deutscher Bühnen- und Fernsehschauspieler und Komödiant
- Sergio Otoniel Contreras Navia (1926–2019), katholischer Geistlicher, Bischof von Temuco
- Reinaldo Coloma (1930–1993), Fußballspieler
- Guillermo Díaz (1930–1997), Fußballspieler und -trainer
- Fernando Jara (1930–2023), Fußballspieler
- Manfred Max-Neef (1932–2019), Ökonom
- Claudio Naranjo (1932–2019), Psychiater, Gestalttherapeut und Lehrer für Meditation
- Raúl Sánchez (1933–2016), Fußballspieler
- Eduardo Vargas Herrera (1933–1996), Architekt
- Reinaldo Riquelme (1934–2019), Fußballspieler
- Carlos Verdejo (1934–2017), Fußballspieler
- Carlos Reinoso (* 1935), Fußballspieler
- Claudio Bravo (1936–2011), Maler
- Carlos Hoffmann (1936–2013), Fußballspieler und -trainer
- Ricardo Díaz (* 1937), Fußballspieler
- Alberto Valentini (1937–2009), Fußballspieler
- Cristián González (1940–2020), Fußballspieler

### 1941 bis 1960
- Eugenio Méndez (* 1941), Fußballspieler und -trainer
- Gaston Salvatore (1941–2015), deutschsprachiger Schriftsteller chilenischer Herkunft
- Carlos Pacheco (1942–2021), Fußballspieler
- Álvaro Peña-Rojas (* 1943), Sänger und Songwriter
- Luis Acevedo (1944–1996), Fußballspieler
- María Iris Radrigán (* 1944), Pianistin und Musikpädagogin
- Omar Saavedra Santis (1944–2021), Schriftsteller
- Leonardo Véliz (* 1945), Fußballspieler und -trainer
- Elías Figueroa (* 1946), Fußballspieler
- Reynaldo Hoffmann (* 1947), Fußballspieler und -trainer
- Valeria Sarmiento (* 1948), Filmregisseurin und Filmeditorin, Witwe von Raúl Ruiz
- Nelson Vásquez (* 1948), chilenischer Fußballspieler
- Javier Méndez (* 1949), Fußballspieler
- Carlos Vásquez (* 1950), Fußballspieler
- Roberto Ampuero (* 1953), Schriftsteller, Kolumnist und Universitätslehrer
- Raúl Isaac González (* 1955), Fußballspieler
- Marco Cornez (1957–2022), Fußballspieler
- Álex Martínez (* 1959), Fußballspieler

### 1961 bis 1980
- Sergio Marchant (1961–2020), Fußballspieler
- Patricio Yáñez (* 1961), Fußballspieler
- Gonzalo Arturo Bravo Álvarez (* 1962), römisch-katholischer Geistlicher, Bischof von San Felipe
- George Biehl (* 1963), Leichtathlet und Fußballspieler
- Gustavo Poirrier (1964–2003), Fußballspieler
- Gustavo Adolfo Rosales Escobar (* 1964), chilenisch-ecuadorianischer römisch-katholischer Geistlicher, Bischof von San Jacinto
- Paula Quintana (1965–2023), Soziologin und Politikerin
- Rodrigo González (* 1968), Mitglied der deutschen Band „Die Ärzte“
- Cristián Flores (* 1972), Fußballspieler
- Carolina Vera Squella (* 1973), deutschsprachige Schauspielerin chilenischer Herkunft
- Raquel Garrido (* 1974), chilenisch-französische Politikerin
- Claudio Núñez (* 1975), Fußballspieler
- David Pizarro (* 1979), Fußballspieler
- Víctor Rivero (* 1980), Fußballspieler und -trainer

### 1981 bis 2000
- Joel Soto (* 1982), Fußballspieler
- Eric Godoy (* 1987), Fußballspieler
- Jaime Grondona (* 1987), Fußballspieler
- Michael Silva (* 1988), Fußballspieler
- Carlos Muñoz (* 1989), Fußballspieler
- Franz Schultz (* 1991), Fußballspieler
- Gabriel Castellón (* 1993), Fußballspieler
- Alfredo Sepúlveda (* 1993), Hürdenläufer
- Matías Fernández (* 1995), Fußballspieler
- Álvaro Madrid (* 1995), Fußballspieler
- Ariel Uribe  (* 1999), Fußballspieler

### 21. Jahrhundert
- Cristian Riquelme (* 2003), Fußballspieler

## Trivia
- Die Zeitung El Mercurio de Valparaíso ist die älteste spanischsprachige Zeitung.
- Eine Beschreibung der Stadt erhält man im gleichnamigen Lied von Osvaldo Rodríguez.
- Der Dokumentarfilmer Joris Ivens drehte 1963 einen Film über Valparaíso.
- Reinhard Mey erwähnt Valparaíso in den Liedern Dieter Malinek, Ulla und ich und Frei! sowie Katja Ebstein in Der große Don Antonio.
- G. G. Anderson widmete im Jahr 1991 einer Frau aus Valparaíso den Schlager Engel von Valparaíso.
- Sting schrieb und komponierte 1996 den Song Valparaíso.
- Jules Verne erwähnt Valparaíso in vielen Romanen.
- Valparaíso wird auch in Thomas Manns Buddenbrooks erwähnt. Dorthin hatte es den jungen Christian Buddenbrook verschlagen.
- Der Roman Die Große Stadt (La ciudad grande) des in Deutschland lebenden Exilschriftstellers Omar Saavedra Santis spielt in Valparaíso, wobei der Name der Stadt nicht genannt wird.
- H. P. Lovecraft erwähnt in einigen seiner Schriften Valparaíso.
- Valparaíso ist eine Mehrspielerkarte im 2010 erschienen Ego-Shooter Battlefield: Bad Company 2.
- Am 6. Juli 2010 strandete ein Hochsee-Handelsschiff unweit des Hafens an der Uferverbauung der Stadt.[9]